# Marie Sebag
Marie Rachel Sebag (París, 15 de octubre de 1986) es una ajedrecista francesa, que tiene el título de Gran Maestro desde 2008 y ha sido dos veces Campeona de Francia. En el ranking de la Federación Internacional de Ajedrez (FIDE) de enero de 2016, tenía un Elo de 2490 puntos, lo que la convertía en el jugador (absoluto) número 36 (en activo) de Francia, la primera jugadora del país y la 18.ª mejor jugadora del ranking mundial femenino. Su máximo Elo fue de 2537 puntos, en la lista de marzo de 2013 (posición 571 en el ranking mundial).

## Trayectoria
En 1998 Sebag ganó el Campeonato de Europa femenino Sub-12, un hito que repitió al año siguiente (femenino Sub-14) y también en 2002 (femenino Sub-16). En 2004 empató en primer lugar en el Campeonato del Mundo femenino Sub-18 con Jolanta Zawadzki, pero perdió en el desempate. En 2006 alcanzó los cuartos de final del Campeonato del Mundo de ajedrez femenino, donde perdió contra Svetlana Matveeva.
Sebag fue a la vez Maestro Internacional y Gran Maestro Femenino  cuando obtuvo su segunda norma de Gran Maestro durante el Torneo de Vlissingen en agosto de 2007, donde ganó una partida contra el excampeón del mundo de la FIDE, Rustam Kasimdzhanov. Obtuvo su tercera norma durante el Campeonato de Europa individual, asegurándose así el título de Gran Maestro absoluto en mayo de 2008.